# Estadio Al-Baath
El Estadio Al-Baath (en árabe ملعب البعث) es un estadio multiusos que se encuentra en la ciudad de Jableh (Siria). Se utiliza sobre todo para disputar partidos de fútbol. Tiene una capacidad de 10 000 personas y es feudo local del Jableh Sporting Club.